# Semantic MediaWiki
Semantic MediaWiki — расширение для вики-движка MediaWiki, позволяющее пользователям добавлять семантические аннотации к вики-страницам, используя дополнительные элементы вики-разметки, превращая MediaWiki в семантическую вики. Также предоставляет инструменты для обработки данных, полученных из этих аннотаций, и даёт пользователям возможность работать с типизированными структурированными данными.
Для структурирования информации используются механизмы категорий, семантических свойств и запросов. С их помощью можно, например, привязать к вики-статьям, посвящённым городам, информацию об их населении, а затем автоматически сформировать список городов-миллионеров, отсортированных по убыванию численности населения. Используемые для структурирования традиционной MediaWiki категории также могут участвовать в запросах.
Основа подхода Semantic MediaWiki заключается в дополнении вики-разметки новыми элементами. Семантические свойства позволяют именовать гиперссылки между страницами и привязывать к страницам типизированные данные. Встроенные объекты позволяют добавлять структурированную информацию, не создавая дополнительных страниц. Встроенные запросы и «концепты» помогают осуществлять доступ к данным, вооружая пользователя мощным языком запросов. Каждую из этих возможностей стоит рассмотреть отдельно.

## Семантические свойства
Для привязывания данных к вики-страницам используются так называемые семантические свойства. Каждое свойство имеет тип, название и значение и у него есть вики-страница в специальном пространстве имён. Эта страница используется для того, чтобы задавать тип свойства, определять его место в иерархии свойств, а также документировать то, как его необходимо использовать. В текст вики-страницы семантическое свойство вставляется в формате [[название::значение]]. К примеру, если требуется добавить на вики-страничку о Леонардо да Винчи информацию о том, что он являлся итальянцем, достаточно добавить в текст статьи о нём конструкцию [[национальность::Италия]].
Свойства могут быть различных типов, а типы определяют порядок операций, которые могут производиться со значением свойств, например, сортировку и сравнение. Свойства типа Страница похожи на именованные гиперссылки между вики-статьями, и поэтому в ранних версиях SMW их выделяли в отдельную группу. Также SMW поддерживает свойства типа Число, Строка, Дата, Географические координаты и др. (всего 15 типов).

## Встроенные запросы

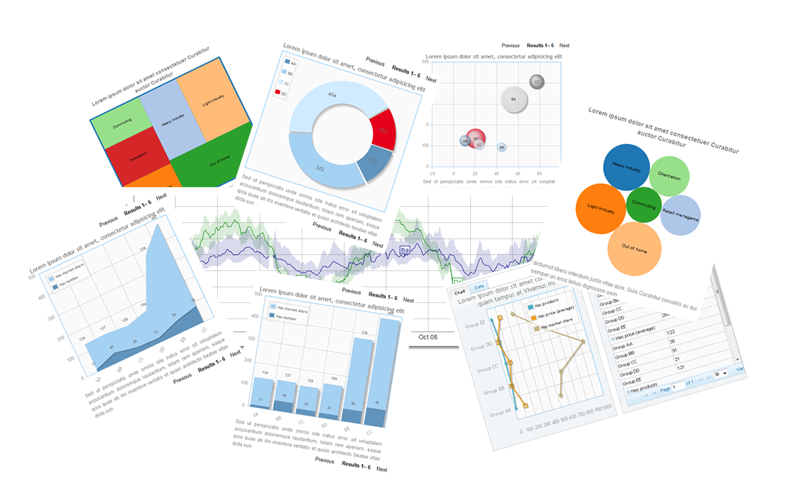
Форматы вывода запросов

Язык запросов SMW-QL позволяет, во-первых, фильтровать страницы по заданным критериям, и во-вторых, выводить в качестве результатов запроса только интересующую пользователя информацию, а не весь текст вики-страницы.
Запросы на SMW-QL чаще всего встраиваются в код вики-страницы в следующей форме:
```
{{#ask:Критерии выбора страниц
 |?Запрашиваемое свойство
 |прочие параметры
}}

```

В секции критериев выбора страниц указываются значения семантических свойств и категорий, которыми обладают интересующие нас страницы. При этом для указания этих критериев используется та же форма записи, что и для задания свойств и категорий: [[свойство::значение свойства]] [[Категория:название категории]].
Пример запроса, выбирающего города с населением более миллиона человек и выводящего имена их мэров в виде таблицы:
```
{{#ask:[[Категория:Город]] [[Население::>1000000]]
 |?Имя мэра
 |format=broadtable
}}

```

По умолчанию результатом запроса в Semantic MediaWiki является таблица или список. С помощью форматов вывода (result formats) становится возможным представлять результаты запросов в виде диаграмм, графиков, интерактивных карт и пр. Комбинируя шаблоны MediaWiki и SMW-запросы с различными форматами вывода, можно создавать сложные динамические веб-сайты с согласованным содержимым.

## Логический вывод и связь с Semantic Web
Название Semantic MediaWiki имеет мало общего с семантикой в лингвистическом понимании этого слова, а указывает на то, что этот программный продукт связан с семантической паутиной. В частности, данные, задаваемые семантическими свойствами, могут быть экспортированы в формате RDF. Типы данных SMW, в этом случае, преобразуются в соответствующие типы данных из XML Schema, а уникальные идентификаторы (URL) формируются путём присоединения суффиксов к URL вики. Также имеется возможность явно указать, какие словари (OWL-онтологии) следует использовать при экспорте тех или иных семантических свойств.
По умолчанию значения семантических свойств хранятся в дополнительных таблицах базы данных MediaWiki, однако, начиная с версии 1.6.0, для этой цели можно также использовать RDF-хранилище (англ. triplestore). В качестве основного хранилища используется 4Store, планируется также поддерживать Virtuoso. В сравнении с традиционным способом хранения, работа с RDF-хранилищем даёт следующие преимущества:
- появляется возможность более гибко контролировать нагрузку,
- становится возможным взаимодействовать с данными вики посредством языка SPARQL,
- становится возможным использовать движки логического вывода по RDF-данным.

В Semantic MediaWiki используются некоторые возможности автоматического логического вывода новых фактов из уже имеющихся данных. Поддерживается вывод по иерархии семантических свойств и вывод по иерархии категорий. Более совершенные возможности логического вывода становятся возможными при установке расширения Halo и при использовании RDF-хранилища.

## Семантические расширения
Расширение вызвало большой интерес у сообщества разработчиков MediaWiki, о чём свидетельствует появление целого семейства плагинов, зависящих от SMW. К числу наиболее популярных относятся Semantic Forms, Semantic Result Formats, Semantic Drilldown, Halo. Расширения позволяют добавлять в SMW новые форматы ввода и вывода данных, улучшают поддержку логического вывода, позволяют использовать семантическую информацию для различных целей: голосований, идентификации пользователей, разграничения доступа.
Одно из наиболее популярных расширений Semantic Forms позволяет создавать HTML-формы, с помощью которых заполняются шаблоны MediaWiki. Параметры этих шаблонов становятся значениями семантических свойств, а страница, включающая в себя вызов такого шаблона, становится доступной для запросов. В числе прочего Semantic Forms обеспечивает возможность автодополнения на основе свойств страниц, ввод данных с помощью элементов ввода, специфичных для типов данных: выпадающих списков, радиокнопок, карт, календарей.
Расширение Semantic Result Formats добавляет возможность выводить результаты семантических запросов в различных форматах, а также визуализировать их «на лету». Таким образом становится возможным располагать темпоральные данные на временной оси и календаре, геоданные — на картах (при включённом расширении Semantic Maps), создавать облака тегов, графы связей вики-статей, интерактивные графики для численных данных.
Система доступна для скачивания как отдельно, так и в составе пакета Semantic Bundle, включающего в себя саму Semantic MediaWiki и семантические расширения, прошедшие интеграционное тестирование. Коммерческие компании, использующие MediaWiki как платформу, также часто включают SMW в свои сборки.
Semantic MediaWiki является ключевым компонентом веб-платформы DataWiki (в прошлом — Enterprise Semantic MediaWiki+), разрабатываемой компанией DIQA-PM и предназначенной для установки в организациях. Этот программный продукт поставляется как по бесплатной лицензии для сообществ, так и на возмездной основе.

## Применение
Semantic MediaWiki получила распространение на вики-площадках, требующих гибкого и удобного обращения со структурированными данными. Известными внедрениями является вики сообщества Semantic Web (semanticweb.org), официальный портал института AIFB Технологического института Карлсруэ, вики проекта data.gov. Примерами русскоязычного внедрения являются справочник ТХАБ.РФ, энциклопедии «Летописи.ру» и энциклопедия МИФИ. Semantic MediaWiki может быть включена по запросу в популярной вики-ферме Викия, а в ферме Referata она включена по умолчанию. Известный проект документирования WWW как платформы webplatform.org также активно использует Semantic MediaWiki.
Изначально Semantic MediaWiki задумывалась для использования в Википедии, но с появлением Викиданных, в значительной степени опирающихся на опыт Semantic MediaWiki, вопрос об использовании для Semantic MediaWiki для проектов Викимедиа утратил актуальность.

## Сообщество и события
Сообщества пользователей и разработчиков Semantic MediaWiki общаются в дискуссионных группах semediawiki-user и semediawiki-devel соответственно.
Раз в полгода проводится конференция SMWCon, объединяющая разработчиков и пользователей Semantic MediaWiki. Весной конференция проходит в Северной Америке, а осенью — в Европе. Обычно программа конференции состоит из обучающих семинаров, докладов разработчиков и владельцев семантических вики и круглых столов, на которых формируются планы по дальнейшей разработке программы. Со временем SMWCon расширила рамки — принимаются доклады по всем семантическим вики-движкам.